# Georg Molin
Georg Molin, též Jerzy Molin (1855, Simoradz – 9. prosince 1917, Krakov) byl rakousko-uherský voják (plukovník) a teoretik vojenství.
Působil mj. u vojenských jednotek v Pule a Přemyšlu. Přispíval do vojenských časopisů (např. Militärwissenschaftliche Mitteilungen či Streffleurs österreichische militärische Zeitschrift).
Během první světové války byl velitelem v Kotoru, mateřském přístavu rakouské Páté floty, a následně v Petrovaradínu. Před smrtí byl převelen do Krakova, kde náhle zemřel na zápal plic. Byl nejprve pohřben na Rakowickém hřbitově, po skončení války byly jeho ostatky exhumovány a převezeny do jeho rodné obce, kde je pohřben na tamním evangelickém hřbitově.